# Coenosia obscuricula
Coenosia obscuricula este o specie de muște din genul Coenosia, familia Muscidae. A fost descrisă pentru prima dată de Camillo Rondani în anul 1871. Conform Catalogue of Life specia Coenosia obscuricula nu are subspecii cunoscute.